# Hollóbogár
A hollóbogár (Epicauta rufidorsum) a rovarok (Insecta) osztályának a bogarak (Coleoptera) rendjébe, ezen belül a mindenevő bogarak (Polyphaga) alrendjébe és a hólyaghúzófélék (Meloidae) családjába tartozó faj.

## Előfordulása
A hollóbogár Európa középső és déli területein fordul elő.

## Megjelenése
A hollóbogár 10-19 milliméter hosszú, feje vörös – közepén egy fekete csík húzódik – teste fénytelen fekete. Nyaka jóval keskenyebb a fejnél.

## Életmódja
A hollóbogár júniustól augusztusig tömegesen jelenik meg. Az imágó lágyszárú növények levelével táplálkozik, ezért időnként káros lehet, a lárva viszont a sáskák talajba rakott petéinek fogyasztása révén hasznos.